# Agustina (telenovela)
Agustina era una telenovela argentina producida y dirigida para ATC (hoy Televisión Pública) en 1980. Fue protagonizada por Dora Baret y Víctor Hugo Vieyra. Además contó con las participaciones estelares de Arturo Bonín, Amelia Bence y Luisa Vehil.

## Argumento
Agustina es la historia de una mujer que debe luchar para ganarse el amor de los suyos.

## Elenco
- Dora Baret - Agustina
- Víctor Hugo Vieyra - Eugenio
- Arturo Bonín - Julio
- Amelia Bence - Antonia
- Luisa Vehil - Simone
- Daniel Lago - Peter
- Ariel Keller - Aníbal
- Edith Boado - Clara
- Rosa Ferré - Nelly
- Ernesto Larrese

## Equipo de producción
- Historia: Henry James
- Adaptación: Carlos Lozano Dana
- Dirección: Pedro Pablo Bilán
- Productor: Carlos Lozano Dana